# Malmedymassakern

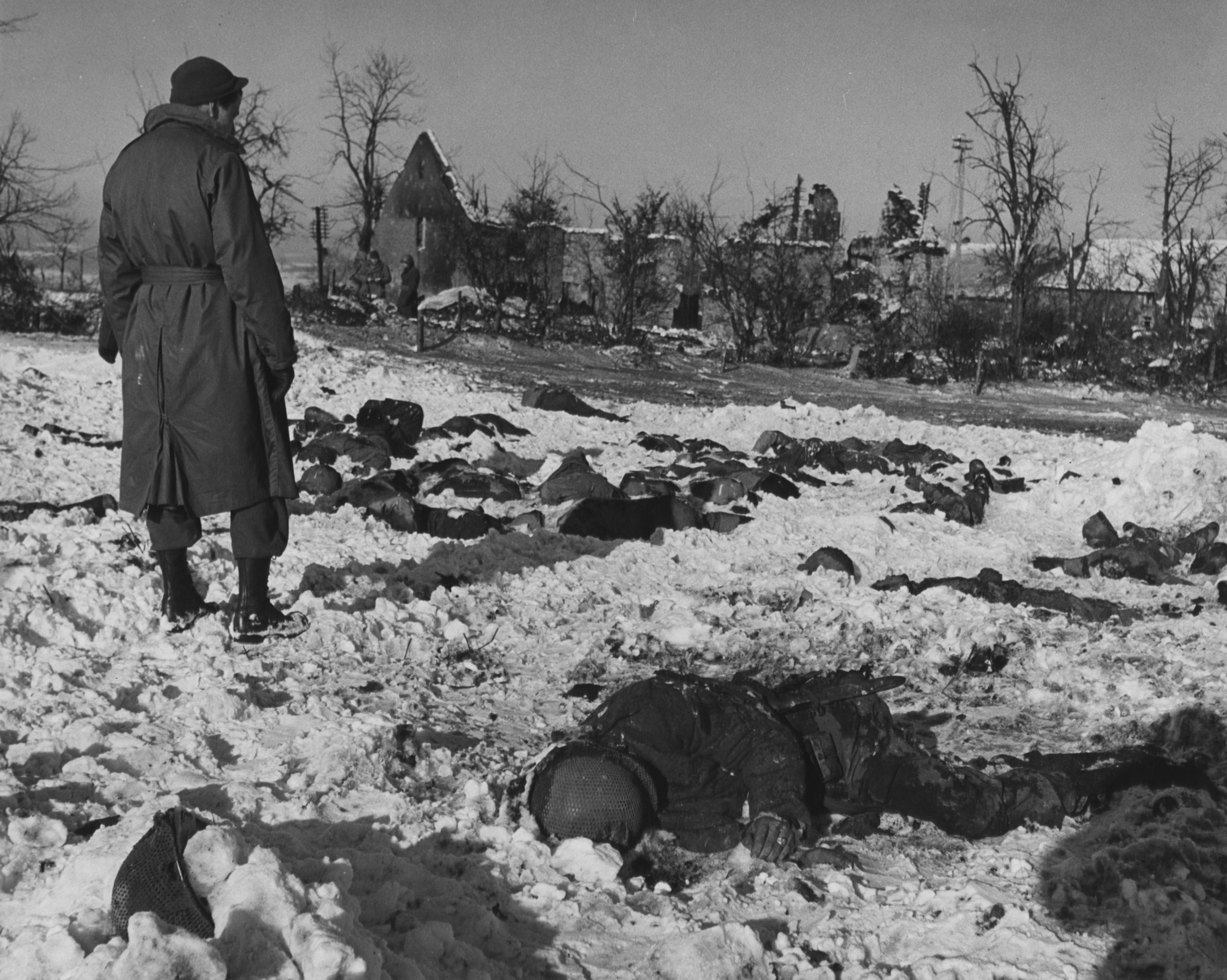
Offer för Malmedymassakern.

Malmedymassakern var en massaker som ägde rum under Ardenneroffensivens andra dag, den 17 december 1944.
I närheten av den belgiska staden Malmedy stötte en styrka ur Waffen-SS tillhörande Kampfgruppe Peiper ur divisionen Leibstandarte Adolf Hitler samman med en amerikansk artilleribataljon. Efter en kort strid kapitulerade amerikanarna. Cirka 84 av de 150 avväpnade krigsfångarna sköts ihjäl av tyska officerare och soldater, som stod under SS-officeren Joachim Peipers befäl.
År 1946 togs massakern upp vid den så kallade Malmedyrättegången inför i en amerikansk militärdomstol i Dachau. Det slutade med att 43 SS-män, däribland Peiper själv, dömdes till döden, 23 till livstids fängelse och 8 fick kortare fängelsestraff. År 1948 uppstod det dock tvivel i den amerikanska senaten om att förhören gått riktigt rätt till, varför en mängd av de dödsdömda benådades. År 1951 utfärdades allmän amnesti och dödsdomarna omvandlades till livstids fängelse. Peiper benådades 1957.